# Adriano Correia de Oliveira
Pour les articles homonymes, voir Correia et Oliveira.
Adriano Correia de Oliveira (9 avril 1942 à Porto-16 mai 1982 à Avintes) est un musicien engagé et résistant au régime de Salazar.
Ami du poète socialiste Manuel Alegre, il chanta beaucoup de ses poèmes dont Trova do vento que passa.
- Notices d'autorité :   - VIAF
  - ISNI
  - LCCN
  - GND
  - Portugal
  - WorldCat